# Kieth Engen
Pour les articles homonymes, voir Engen (homonymie).
 (mai 2023).
Si vous disposez d'ouvrages ou d'articles de référence ou si vous connaissez des sites web de qualité traitant du thème abordé ici, merci de compléter l'article en donnant les références utiles à sa vérifiabilité et en les liant à la section « Notes et références ».
Kieth Engen (1925-2004) fut une basse américaine, étroitement liée à la ville de Munich.

## Biographie
Son talent de chanteur, encouragé par ses parents, se révèle très tôt. Il étudia le chant en Californie, puis à Zurich et enfin à Vienne avec Elisabeth Radó . Après avoir terminé sa formation, il a d'abord travaillé comme bassiste de concert, mais a rapidement fait ses débuts au Stadttheater de Graz. En 1955, il devint membre de l'ensemble de l'Opéra national de Bavière et monta sur scène plus de 2122 fois dans 125 rôles de basse jusqu'à son départ en 1996.
Il participa à plusieurs premières mondiales, dont plusieurs à Munich : en 1957, il chanta à Munich dans Harmonie der Welt de Paul Hindemith, en 1968 à Stuttgart dans l'opéra Prometheus de Carl Orff et en 1986 de nouveau à Munich dans Belshazar de Volker David Kirchner.
Il a également chanté au Festival de Bayreuth, a été invité sur de nombreuses scènes européennes (à Paris, Strasbourg, Amsterdam, Turin, etc.) et s'est également produit en tant que chanteur de récital et de concert. Sa collaboration étroite et régulière avec Karl Richter le fait connaître comme interprète de la musique de Johann Sebastian Bach.
En 1962, il a reçu le titre de chanteur de chambre bavarois ainsi que l'Ordre bavarois du mérite.
Au début de sa carrière d'opéra, Engen était également actif en dehors de la musique classique sous le pseudonyme de Stan Oliver . Par exemple, il a chanté quelques chansons pour les films The Old Forester's House (1956) et The Bold Swimmer (1957). En 1956/57, il enregistre les tubes suivants chez Polydor :
Il était marié à la chanteuse d'opéra et actrice Erika Berghöfer (née en 1928).

## Discographie (sélection)
- Bach, Passion selon Matthieu (Deutsche Grammophon Gesellschaft)
- Beethoven, Fidelio (Deutsche Grammophon Gesellschaft)
- Nicolai, Les Joyeuses Commères de Windsor (Telefunken)
- Mozart; Idoménée (RCA)
- Wagner, Lohengrin (Acanta)

## Littérature
- Karl-Josef Kutsch, Leo Riemens : Lexique du Grand Chanteur . Édition inchangée. KG Saur, Berne, 1993, premier volume A-L, Sp. 854,  (ISBN 3-907820-70-3)